# Thela Wernstedt

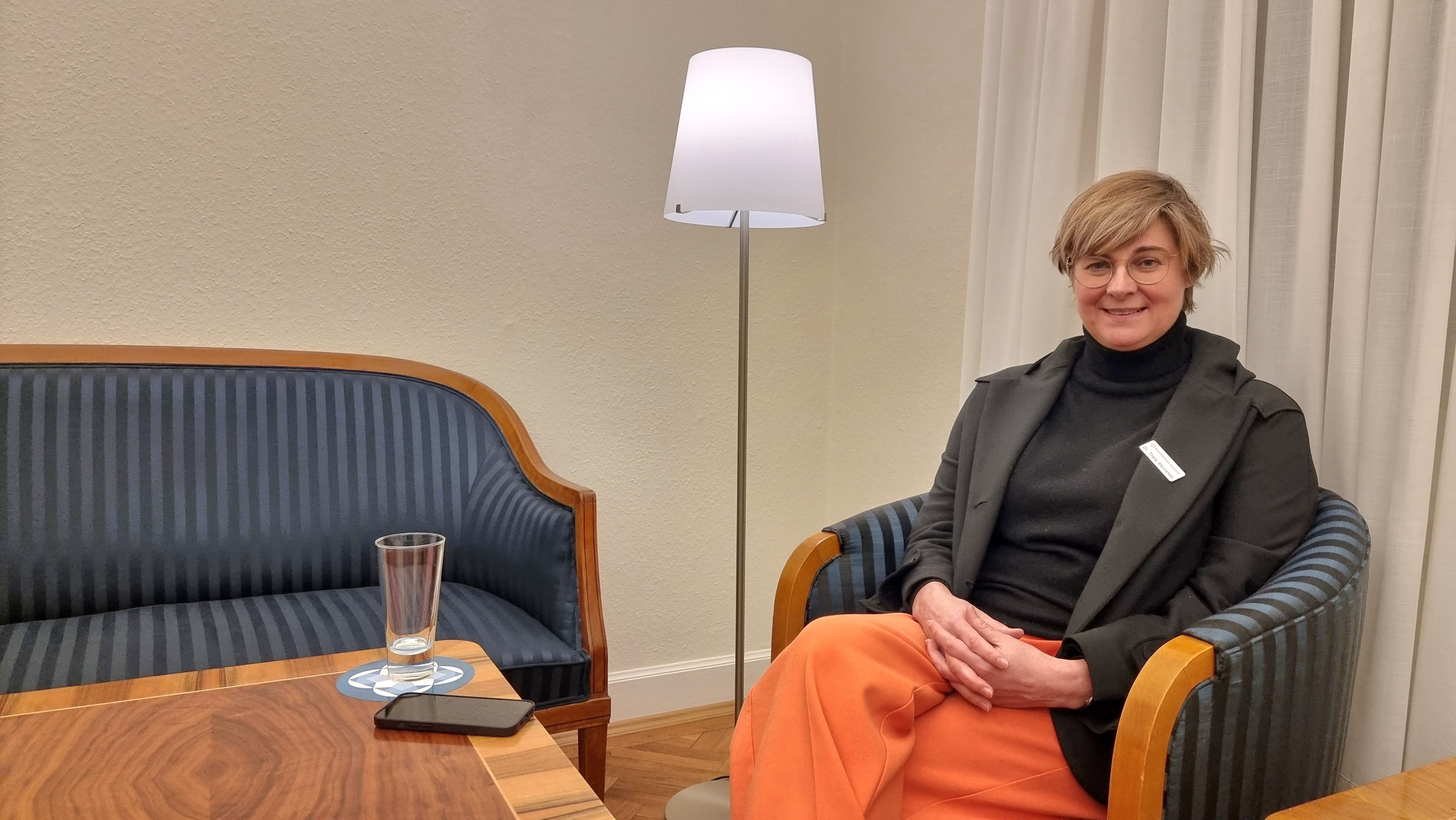
Thela Wernstedt, 2023

Thela Wernstedt (* 11. Februar 1968 in Göttingen) ist eine deutsche Ärztin und Politikerin (SPD). Sie war von 2013 bis 2023 Abgeordnete im Niedersächsischen Landtag. Seit 2023 ist sie Präsidentin der Klosterkammer Hannover.

## Beruflicher Werdegang
Nach dem Abitur 1987 studierte sie Medizin und Philosophie an den Universitäten in Bochum, Hannover und Göttingen und schloss beide Studiengänge erfolgreich ab. Nach dem dritten Staatsexamen 1995 war sie im Nordwest-Krankenhaus Sanderbusch tätig, zunächst als Ärztin im Praktikum, später als Ärztin in Weiterbildung in den Fächern Anästhesiologie, Intensiv- und Rettungsmedizin. Von 1998 bis 2003 war sie Weiterbildungsassistentin an der Universität Göttingen. Dort promovierte sie mit einer Arbeit über „Sterbehilfe in Europa“ und approbierte in Anästhesiologie. Von 2003 bis Ende 2004 war sie Geschäftsführerin des Klinischen Ethikkomitees der Universitätsklinik Erlangen-Nürnberg. Danach war sie bis zu ihrer Wahl in den niedersächsischen Landtag 2013 als Oberärztin für Palliativmedizin an der Medizinischen Hochschule Hannover tätig. Seit 2023 ist sie Präsidentin der Klosterkammer Hannover.

## Politik
Am 10. März 2012 wurde Thela Wernstedt zur Schriftführerin im SPD-Ortsverein Herrenhausen-Stöcken (Vorsitzender Rolf Wernstedt) gewählt und am 21. März 2012 zur Direktkandidatin für den niedersächsischen Landtagswahlkreis 26 nominiert. Thela Wernstedt errang bei der Landtagswahl in Niedersachsen 2013 ein Direktmandat im Landtagswahlkreis Hannover-Linden, das sie bei den Landtagswahlen 2017 und 2022 verteidigte. Im Zuge ihres Amtsantritts als Präsidentin der Klosterkammer Hannover legte sie im Sommer 2023 ihr Landtagsmandat nieder. Für sie rückte Jan Henner Putzier in den Landtag nach.

### Persönliches
Sie ist die Tochter des ehemaligen niedersächsischen Kultusministers und Landtagspräsidenten Rolf Wernstedt.
Wernstedt ist verwitwet.